# Саннес
Вижте пояснителната страница за други значения на Санес.
Саннес (на норвежки: Sandnes) е град и едноименна община в Южна Норвегия. Разположен е на брега на Северно море във фюлке Ругалан на 15 km южно от Ставангер. Получава статут на град през 1860 г. Има жп гара, пристанище и общо летище със съседния град Ставангер. В миналото е бил известен с производството на грънчарски и керамични изделия, а в наши дни с производството на велосипеди. Население от 62 832 жители според данни от преброяването към 1 юли 2008 г. В статистическите данни за Норвегия образуват заедно със съседния град-сателит Ставангер населено място с население от 185 900 жители.

## Спорт
Представителният футболен отбор на града носи името Саннес Улф. Играл е в най-горните две нива на норвежкия футбол.